# Siółko (Wojniłów)
Siółko (ukr. Сільце) – dawniej samodzielna wieś, od 1972 roku w granicach osiedla Wojniłowa na Ukrainie, w jego północno-wschodniej części.

## Historia
Siółko to dawniej samodzielna wieś. W II Rzeczypospolitej stanowiła gminę jednostkową Siółko w powiecie nadwórniańskim w województwie stanisławowskim. 1 sierpnia 1934 r. w ramach reformy na podstawie ustawy scaleniowej weszło w skład nowej zbiorowej gminy Wojniłów, gdzie we wrześniu 1934 wraz z miejscowościami Dąbrówka, Kysta, Łazy i Podgarby utworzyło gromadę Siółko.
Podczas II wojny światowej w gminie Wojniłów w powiecie stanisławowskim w dystrykcie Galicja.
Po wojnie włączony w struktury ZSRR. 12 czerwca 1951 włączone do Wojniłowa.